# Batara demi-deuil
Thamnophilus nigrocinereus
Espèce
Statut de conservation UICN

 NT  : Quasi menacé
Le Batara demi-deuil (Thamnophilus nigrocinereus) est une espèce d'oiseaux de la famille des Thamnophilidae.

## Répartition et sous-espèces
- T. n. cinereoniger Pelzeln, 1868 – centre-est de la Colombie, sud-ouest du Venezuela et Amazonie (bassins du río Meta, amont de l'Orénoque, río Vaupés et rio Negro) ;
- T. n. tschudii Pelzeln, 1868 – aval du rio Madeira ;
- T. n. huberi E. Snethlage, 1907 – aval du rio Tapajós ;
- T. n. nigrocinereus P. L. Sclater, 1855 – embouchure du rio Tapajós, aval de l'Amazone et îlots de l'estuaire ;
- T. n. kulczynskii (Domaniewski & Stolzmann, 1922) – nord-est de la Guyane et extreme nord de l'Amapá[1].